# Рескин, Франсиско Исидоро
Франсиско Исидоро Рескин (исп.  Francisco Isidoro Resquín; 1823, Асунсьон — 1882 , Сан-Педро-дель-Икуамандию) — парагвайский военачальник, дивизионный генерал, один из самых известных командующих Войны Тройственного Альянса.

## Биография
В 18-летнем возрасте поступил на военную службу. В 1849 году стал капитаном, в 1859 году — полковником. Принимал участие в Гражданских войнах в Аргентине. Вошёл в близкое окружение Карлоса Антонио Лопеса. Был назначен командиром гарнизона г. Консепсьон, где организовал кавалерийский корпус, который в 1864 г. добился успеха при вторжени в Мату-Гросу.
За участие в битве при Туютти в ходе войны Тройственного Альянса, где он командовал всей кавалерией, действовавшей на правом фланге против арьергарда противника, награждён парагвайским орденом заслуг.
Назначенный начальником Генерального штаба, оказал неоценимые услуги в организации и перестройке вооружённых сил Парагвая, уничтоженных в тяжелых сражениях во время Войны Тройственного Альянса.
В конце 1868 г. стал дивизионным генералом. Командовал 1-м армейским корпусом.
В битве при Серро-Кора остался в первых рядах арьергада. Был взят в плен бразильцами и отправлен в Рио-де-Жанейро.
После возвращения на родину президент Хуан Баутиста Хиль поручил ему организовать первую послевоенную парагвайскую армию.
Автор известных мемуаров, почти единственного источника о войне с парагвайского стороны.

## Избранные публикации
- Datos histoÌricos de la guerra del Paraguay con la Triple Alianza. EscritoÌƒs … el anÌƒo 1875, publicados … por … A. M. Veneroso, etc. (исп.)

## Память
- Его именем назван один из округов Хенераль-Франсиско-Исидоро-Рескин (General Francisco Isidoro Resquín) в парагвайском департаменте Сан-Педро.

## Награды
- Кавалер ордена заслуги (Парагвай)